# Міжнародний день французької мови
Міжнародний день французької мови (фр. Journée de la langue française aux Nations unies, англ. UN French Language Day) — свято, що відзначається щорічно 20 березня. 
Свято було засновано Організацією Об’єднаних Націй нещодавно — лише у 2010 році для святкування багатомовності та культурного різноманіття, а також для сприяння рівноправному використанню всіх шести офіційних мов ООН.
Дата 20 березня для цього свята вибрана, коли святкується Міжнародний день Франкофонії. У цей день 2010 року відзначалася 40-ва річниця  міжнародної організації Франкофонія, яка була заснована у 1970 році. 
З 1946 року французька мова є офіційною і робочою мовою ООН (входить до числа шести робочих мов ООН), а також є офіційною мовою значної кількості міжнародних організацій. Французька мова також є однією з офіційних мов п'яти країн, які проводять одну з 16 миротворчих операцій ООН.
Крім Франції, мова широко поширена в Бельгії, Швейцарії, Канаді та багатьох інших країнах. Крім іншого, на сьогодні французька мова — одна з найпопулярніших у світі об'єктів вивчення серед іноземних мов. Число людей, здатних спілкуватися французькою, досягає майже 200 мільйонів.
Аналогічні свята засновано також для інших п’яти офіційних мов ООН.